# El mar
El mar és una novel·la escrita en català per Blai Bonet i publicada per primera vegada el 1958 a l'Editorial Aymà dins la col·lecció «El Club dels Novel·listes», germen de l'actual Club Editor. S'ha traduït al castellà, l'hongarès, el rus, el polonès, el romanès, el serbi, el francès, l'italià i l'anglès, en aquesta darrera llengua per part de Dalkey Archive, una editorial estatunidenca. L'obra parla d'uns mesos de la vida de dos joves, Manuel Tur i Andreu Ramallo, en un sanatori antituberculós de l'illa de Mallorca. El 2017, Club Editor en va publicar una nova edició augmentada amb capítols inèdits i un epíleg de Xavier Pla. El 2021 es va publicar una traducció de la novel·la a l'alemany.

## Anàlisi
Es tracta d'una obra que presenta una problemàtica de caràcter existencial, similar a l'obra d'Albert Camus.
| «                | El mar és una obra bastida sobre un material bàsicament autobiogràfic —tot i les diferències, que el mateix Blai Bonet ha declarat, entre l'experiència pròpia i la que aquí s'observa—, que respon a unes intencions essencialment comunicatives. El món de dolor que es reflecteix als primers volums de poemes es correspon amb les experiències dels diferents personatges d'aquesta obra, els malalts tuberculosos d'un sanatori, que serveixen d'excusa per dur a terme el propòsit de denúncia | » |
| — Pere Rosselló. | |   |

## Premis i reconeixements
- 1956 - Premi Joanot Martorell